# Jérôme Lejeune
(Jérôme Lejeune)
Jérôme Jean Louis Marie Lejeune (Montrouge, 13 giugno 1926 – Parigi, 3 aprile 1994) è stato un genetista, pediatra e attivista francese, collaborò con Marthe Gautier a scopritore l'anomalia cromosomica causa della sindrome di Down. Nel 2021 è proclamato Venerabile dalla Chiesa cattolica.

## Biografia

### La carriera scientifica
Dopo aver compiuto gli studi di medicina, Jerôme Lejeune diventa maestro de recherche al Centre national de la recherche scientifique nel 1952 ed in seguito è nominato esperto internazionale per la Francia sull'effetto biologico delle radiazioni nucleari.
Consegue uno studio sul funzionamento del DNA, che lo porta ad appassionarsi a tutte le malattie dell'intelligenza.
Già nel 1953, affiancato dal professor Raymond Turpin, mette in evidenza le relazioni esistenti fra la dermatoglifia, l'insieme cioè delle linee della mano e le impronte digitali, e le caratteristiche fisiche e psichiche dell'individuo. I due medici notano come la determinazione della struttura di tali linee preceda il frazionamento della paletta dell'embrione nelle singole dita. Tale marchio indelebile è dunque molto precoce e risale all'inizio dell'essere umano, prima del mese in utero. Attraverso la classificazione delle impronte è dunque possibile diagnosticare la sindrome di Down.
A partire dal 1958 Lejeune, insieme a Raymond Turpin e Marthe Gautier, inizia a coltivare tessuti di bambini trisomici per poterne studiare i cromosomi. Nello stesso anno, riesce a rilevare il quarantasettesimo cromosoma in più.
Il 26 gennaio e il 16 marzo 1959 i tre ricercatori firmano una comunicazione all'Accademia francese delle scienze su cromosomi umani in coltura di tessuti e su cromosomi somatici di nove bambini trisomici, con le quali affermano con decisione la loro scoperta.
Per la prima volta nella storia della genetica medica è stabilito un legame tra un ritardo mentale e un'anomalia cromosomica, descritto in questi termini:
Divenuto capo dell'unità di citogenetica all' “Hôpital Necker Enfants-Malades”  di Parigi, prosegue le sue ricerche. La rilevazione della trisomia, permette a Lejeune di descrivere dal punto di vista scientifico la Sindrome del grido di gatto, anche chiamata "Sindrome di Lejeune" e di rilevare la monosemia, nel 1963.
L'anno successivo, diventa professore di genetica alla facoltà di medicina di Parigi, cattedra creata appositamente per lui.
Nel 1978, papa Giovanni Paolo II, gli chiede di far parte della Pontificia accademia delle scienze e del Pontificio consiglio della pastorale per gli operatori sanitari.
Nel 1981 è eletto all'Accademia di Scienze morali e politiche e due anni più tardi, nel 1983, all'Accademia nazionale di medicina.
Diventa infine, nel 1994, il primo presidente della  Pontificia accademia per la vita , creata da Papa Giovanni Paolo II lo stesso anno.

### Disputa sull'attribuzione della scoperta
L'affermazione di Lejeune di aver identificato la Trisomia 21, fu successivamente messa in dubbio dalle dichiarazioni della ricercatrice francese Marthe Gautier, che resero controversa l'effettiva paternità di tale scoperta. Nel 2019 il comitato di etica dell'Institut national de la santé et de la recherche médicale (INSERM) ha riconosciuto il ruolo preponderante di Marthe Gautier nella scoperta della Trisomia 21. Nel documento pubblicato il 25 aprile 2019, si dice espressamente: "Dato il contesto al momento della scoperta del cromosoma soprannumerario, la quota di Jérôme Lejeune, in questo, è improbabile che sia stata preponderante...".. Nella lezione inaugurale del 10 maggio 1965 come titolare della cattedra di genetica fondamentale, Lejeune affermava: "Mia cara Marthe Gauthier, lei era la sola fra noi a conoscere la tecnica delle colture cellulari. Insieme abbiamo iniziato a leggere il cariotipo umano. Se ripenso a quei primi anni di tentennamenti, nel 1957 e 1958, è per dire che quei due anni di fallimenti e mezzi successi hanno potuto trovare un coronamento finale solo grazie alla sua abilità e alla sua tenacia. Con la sua reputazione di cardiologia pediatrica,  nonostante tutte le altre occupazioni, lei non ha abbandonato l'équipe e ancor oggi continuiamo a trovarci ogni lunedì per esaminare la settimana passata e progettare quella che viene. È con grande piacere che le confesso dal profondo del cuore con tanto affetto tutta la mia gratitudine" (DUGAST, Aude, Jerôme Lejeune. La libertà dello scienziato, Siena 2023, pag. 129). Nel 1984, in una lettera a D. J. Kevles, storico della Scienza di Yale, a proposito della pubblicazione del 26 gennaio 1959, Lejeune scriveva: "Mathe Gautier era in ferie e, una volta rientrata, mi ha detto che mi ero preso una libertà eccessiva nel mettere il suo nome al secondo posto in una pubblicazione che non la convinceva" (ibidem, pag.367).

### La missione in Unione Sovietica
Nel 1964, il medico ricercatore, notando l'esistenza di anomalie cromosomiche indotte da minime quantità di radiazioni, conferma sperimentalmente la pericolosità dell'uso delle armi nucleari.
Tali scoperte gli valgono la nomina alla Commissione Internazionale di Radioprotezione e al Comitato Scientifico delle Nazioni Unite.
L'8 ottobre 1981, in Vaticano, Lejeune partecipa ai lavori degli scienziati specialisti della Pontificia Accademia delle Scienze, riunitisi per esaminare il problema delle conseguenze dell'uso delle armi nucleari per la sopravvivenza e la salute dell'umanità. A tal proposito, in quello stesso anno, Jérôme e gli altri rappresentanti della Pontificia Accademia delle Scienze incontrano Leonid Il'ič Brežnev. Durante il colloquio lo scienziato spiega:
()

### I riconoscimenti
Lejeune viene nominato dottore honoris causa e membro di numerose accademie e università straniere. Riceve onorificenze per i suoi studi sulle patologie cromosomiche, fra le quali: il premio Kennedy nel 1962, il premio William Allan nel 1969, il Premio Internazionale Feltrinelli nel 1984 ed il premio Griffuel nel 1993.

### La “Fondazione Jérôme Lejeune”
Nel 1996, in memoria dello scienziato, nasce la  "Fondazione Jérôme-Lejeune", istituita con il fine di proseguire la sua azione a favore delle persone con malattie mentali, un'azione improntata sulla ricerca, sulla cura, sulla difesa, e volta a dimostrare come la paziente assistenza e la massima dedizione, siano caratteristiche fondamentali per una medicina che punti al progresso.

### Posizioni bioetiche
Rende pubblica la sua opposizione alla legge sulla procreazione del 1994, alla legge Veil del 1975 e alla legge PeyretIn e in genere sulla procreazione assistita, sulla legalizzazione dell'aborto.
Diventa presidente onorario dell'associazione "SOS futures mères" (il primo movimento "pro-life" francese), opponendosi all'aborto e all'uso del mifepristone, una pillola abortiva.
Fonda in Francia, insieme a Geneviève Poullot la prima associazione per gestanti in difficoltà.
Nel sostenere le sue idee va incontro a difficoltà professionali: molti suoi colleghi l'abbandonano, non viene più invitato ai congressi scientifici, ma questo non basta a frenare la convinzione e la forza con cui le sostiene:
()

#### Gli interventi pubblici
Motivato a coniugare scienza e coscienza, Lejeune si propone sin da principio come animatore della resistenza contro quella che considera come "la cultura della morte", lanciando messaggi alle autorità politiche attraverso interviste, dibattiti televisivi, riviste, scritti.
Nel 1958, dopo aver percorso la Scandinavia e l'America del Nord, giunge a Montréal, dove partecipa a un congresso internazionale di genetica.
Nel 1984, ad Ostenda, partecipa a un convegno internazionale in cui viene gettata la base di un collegamento europeo dei Movimenti per la Vita.
Nel 1986, svolge una relazione dinanzi alla Commissione Giuridica del Parlamento Europeo.

#### Le pubblicazioni
(Jerôme Lejeune)
Il 5 giugno 1973, alla Domus Medica di Parigi, Jérôme, affiancato da filosofi e giuristi, rende pubblica la "Dichiarazione dei Medici di Parigi", che riceve l'adesione di diciottomila medici.
Con Emmanuel Sapin e Lucien Israel, stila una dichiarazione intitolata “Manifesto dei difensori della vita”, pubblicata successivamente sul quotidiano “Le Monde”, che come evince dal titolo, vuole rappresentare una chiara opposizione alla fecondazione in vitro e alla legalizzazione dell'aborto.
Nel 1990 pubblica il libro “L'enfant concentrationnaire”,  simbolo della lotta contro ciò che lui definisce i tre mali del tempo: la divisione delle menti, la confusione della parola, la perversione dell'azione.

### L'approccio alle teorie evoluzionistiche
Lejeune riflette anche sulle teorie evoluzionistiche: egli sostiene che nonostante le leggi della genetica spieghino il rapido differenziarsi delle razze, esse non possano dare una risposta plausibile alla nascita delle nuove specie. Secondo lo scienziato non bisogna confondere l'adattamento locale con la modificazione evolutiva. Come riassumibile dalle sue parole bisogna tener conto che la variazione della razza inciampa sull'invarcabile confine della specie:

### Posizioni sulla Sindone
A Torino, il 13 ottobre 1988, si diffonde la notizia di studi scientifici che datano la Sindone a molti secoli dopo la morte di Gesù. Non appena la notizia giunge a Parigi, Lejeune si sente costretto ad intervenire:
()
Scegliendo di ripercorrere a ritroso tutta la storia, decide di recarsi in Belgio, a Lier, per esaminare in dettaglio la Sindone attribuita a Dürer, che riproduce ad un terzo la Sindone di Torino. Lejeune constata che la riproduzione, contrariamente a quanto vuole la tradizione, non è stata eseguita da Dürer. Per Lejeune si tratta della copia di una raffigurazione della Sindone di Torino, e non della Sindone stessa poiché, sostiene, la Sindone di Lier presenta degli elementi aggiuntivi rispetto a quella di Torino, ed inoltre, essendo essa datata nel 1516, non può presentare le bruciature causate dall'incendio del 1532.
A Roma, il 10 giugno 1993, viene pubblicato sul settimanale “Le point” quanto scoperto.
Cinque anni dopo, la notizia viene ripresa anche nel “Corriere della Sera”.

### Il culto
Il 25 febbraio 2007 l'arcivescovo André Vingt-Trois nomina padre Jean Charles Naud, priore dell'abbazia di Saint Wandrille, postulatore della causa di beatificazione di Lejeune; l'annuncio viene dato durante la XIII Assemblea generale della Pontificia Accademia per la Vita. Il processo diocesano per la causa di beatificazione e di canonizzazione si è concluso l'11 aprile 2012, nella cattedrale di Notre-Dame de Paris. Grazie a Papa Francesco, il 21 gennaio 2021, il decreto che ne attesta le virtù eroiche, anticamera per l’elevazione agli onori degli altari.